# Llengües charruanes
Les llengües charruanes (en castellà: lenguas charrúas o lenguas charruanas) són una família de llengües ameríndies parlades antigament a l'Amèrica del Sud, més concretament a l'actual territori de la República Oriental de l'Uruguai i de la província argentina d'Entre Ríos. Les llengües de la branca meridional són prou semblants que a vegades han estat classificades com a dialectes.
Les llengües charruanes es van extingir després del genocidi del poble charrúa.

## Classificació
- El balomar
- El charrúa
- El chaná
- El guenoa o minuano

Alguns grups ètnics desapareguts que vivien a les actuals províncies argentines d'Entre Ríos i de Santa Fe són sovint associats amb les llengües charruanes. Aquests són els Carcarañá, els Colastiné, els Corondá, els Mbeguá, els Mepene, els Quiloazá i els Timbú.

## Comparació lèxica
| GLOSSA   | Charrúa | Chaná | Güenoa |
| -------- | ------- | ----- | ------ |
| 'ull'    | i-xou   |       |        |
| 'orella' | i-mau   |       |        |
| 'mà'     | guar    | mbó   |        |
| 'aigua'  | hué     |       |        |
| 'sol'    |         | dioi  |        |
| 'gos'    | samayoí |       | lochan |
| 'arbre'  |         | huok  |        |
| 'u'      | yú      | ugil  | yut    |
| 'dos'    | sam     | usan  |        |
| 'tres'   | detí    | detit |        |